# Marathon féminin aux Jeux olympiques d'été de 2004
Navigation
Sydney 2000 Pékin 2008
L'épreuve du marathon féminin aux Jeux olympiques de 2004 s'est déroulée le 22 août 2004 dans le rues d'Athènes, en Grèce, avec un départ dans la ville de Marathon et une arrivée au Stade panathénaïque. Elle est remportée par la Japonaise Mizuki Noguchi.

## Résultats

### Finale
| Rang               | Athlètes                     | Pays                 | Temps           | Note |
| ------------------ | ---------------------------- | -------------------- | --------------- | ---- |
| Médaille d'or      | Mizuki Noguchi               | Japon                | 2 h 26 min 20 s |      |
| Médaille d'argent  | Catherine Ndereba            | Kenya                | 2 h 26 min 32 s |      |
| Médaille de bronze | Deena Kastor                 | États-Unis           | 2 h 27 min 20 s | SB   |
| 4                  | Elfenesh Alemu               | Éthiopie             | 2 h 28 min 15 s |      |
| 5                  | Reiko Tosa                   | Japon                | 2 h 28 min 44 s |      |
| 6                  | Olivera Jevtić               | Serbie-et-Monténégro | 2 h 31 min 15 s |      |
| 7                  | Naoko Sakamoto               | Japon                | 2 h 31 min 43 s |      |
| 8                  | Lyudmila Petrova             | Russie               | 2 h 31 min 56 s |      |
| 9                  | Svetlana Zakharova           | Russie               | 2 h 32 min 04 s |      |
| 10                 | Bruna Genovese               | Italie               | 2 h 32 min 50 s |      |
| 11                 | Alice Chelangat              | Kenya                | 2 h 33 min 52 s |      |
| 12                 | Zhang Shujing                | Chine                | 2 h 34 min 34 s |      |
| 13                 | Nuța Olaru                   | Roumanie             | 2 h 34 min 45 s |      |
| 14                 | Živilė Balčiūnaitė           | Lituanie             | 2 h 35 min 01 s |      |
| 15                 | Corinne Raux                 | France               | 2 h 35 min 54 s |      |
| 16                 | Rosaria Console              | Italie               | 2 h 35 min 56 s |      |
| 17                 | Małgorzata Sobańska          | Pologne              | 2 h 36 min 43 s |      |
| 18                 | Luminita Zaituc              | Allemagne            | 2 h 36 min 45 s |      |
| 19                 | Lee Eun-jung                 | Corée du Sud         | 2 h 37 min 23 s |      |
| 20                 | Constantina Diţă             | Roumanie             | 2 h 37 min 31 s |      |
| 21                 | Jong Yong-ok                 | Corée du Nord        | 2 h 37 min 52 s |      |
| 22                 | Li Helan                     | Chine                | 2 h 37 min 53 s |      |
| 23                 | Chung Yun-hee                | Corée du Sud         | 2 h 38 min 57 s |      |
| 24                 | Stine Larsen                 | Norvège              | 2 h 39 min 55 s |      |
| 25                 | Liz Yelling                  | Royaume-Uni          | 2 h 40 min 13 s |      |
| 26                 | Maria Abel                   | Espagne              | 2 h 40 min 13 s |      |
| 27                 | Hafida Izem                  | Maroc                | 2 h 40 min 46 s |      |
| 28                 | Anna Pichrtová               | Tchéquie             | 2 h 40 min 58 s |      |
| 29                 | Tracey Morris                | Royaume-Uni          | 2 h 41 min 00 s |      |
| 30                 | Kenza Wahbi                  | Maroc                | 2 h 41 min 36 s |      |
| 31                 | Kerryn McCann                | Australie            | 2 h 41 min 41 s |      |
| 32                 | Beatriz Ros                  | Espagne              | 2 h 41 min 51 s |      |
| 33                 | Zhou Chunxiu                 | Chine                | 2 h 42 min 54 s |      |
| 34                 | Jennifer Rhines              | États-Unis           | 2 h 43 min 52 s |      |
| 35                 | Choi Kyung-hee               | Corée du Sud         | 2 h 44 min 05 s |      |
| 36                 | Sandra Ruales                | Équateur             | 2 h 44 min 28 s |      |
| 37                 | María Dolores Pulido         | Espagne              | 2 h 44 min 33 s |      |
| 38                 | Margarita Tapia              | Mexique              | 2 h 46 min 14 s |      |
| 39                 | Colleen de Reuck             | États-Unis           | 2 h 46 min 30 s |      |
| 40                 | Albina Ivanova               | Russie               | 2 h 47 min 23 s |      |
| 41                 | Grażyna Syrek                | Pologne              | 2 h 47 min 26 s |      |
| 42                 | Nili Abramski                | Israël               | 2 h 48 min 08 s |      |
| 43                 | Clarisse Rasoarizay          | Madagascar           | 2 h 48 min 14 s |      |
| 44                 | Jane Salumäe                 | Estonie              | 2 h 48 min 47 s |      |
| 45                 | Simona Staicu                | Hongrie              | 2 h 48 min 57 s |      |
| 46                 | Angélica Sánchez             | Mexique              | 2 h 49 min 04 s |      |
| 47                 | Helena Sampaio               | Portugal             | 2 h 49 min 18 s |      |
| 48                 | Beáta Rakonczai              | Hongrie              | 2 h 49 min 41 s |      |
| 49                 | Annemette Jensen             | Danemark             | 2 h 50 min 01 s |      |
| 50                 | Georgia Abatzidou            | Grèce                | 2 h 50 min 01 s |      |
| 51                 | Liza Hunter-Galvan           | Nouvelle-Zélande     | 2 h 50 min 23 s |      |
| 52                 | Hafida Gadi                  | France               | 2 h 50 min 29 s |      |
| 53                 | Gulsara Dadabaeva            | Tadjikistan          | 2 h 50 min 45 s |      |
| 54                 | Epiphanie Nyirabarame        | Rwanda               | 2 h 52 min 50 s | SB   |
| 55                 | Sandra Torres                | Argentine            | 2 h 54 min 48 s |      |
| 56                 | Jo Bun-hui                   | Corée du Nord        | 2 h 55 min 54 s |      |
| 57                 | Hsu Yu-fang                  | Taipei chinois       | 2 h 55 min 58 s |      |
| 58                 | Érika Olivera                | Chili                | 2 h 57 min 14 s |      |
| 59                 | Mariela González             | Cuba                 | 3 h 02 min 20 s |      |
| 60                 | Ida Kovács                   | Hongrie              | 3 h 03 min 21 s |      |
| 61                 | Svetlana Şepelev-Tcaci       | Moldavie             | 3 h 03 min 29 s |      |
| 62                 | Ana Dias                     | Portugal             | 3 h 08 min 11 s |      |
| 63                 | Inga Juodeškienė             | Lituanie             | 3 h 09 min 18 s |      |
| 64                 | Mamokete Lechela             | Lesotho              | 3 h 11 min 56 s |      |
| 65                 | Aguida Amaral                | Timor oriental       | 3 h 18 min 25 s |      |
| 66                 | Luvsanlkhündegiin Otgonbayar | Mongolie             | 3 h 48 min 42 s |      |
|                    | Paula Radcliffe              | Royaume-Uni          | DNF             |      |
|                    | Margaret Okayo               | Kenya                | DNF             |      |
|                    | Ulrike Maisch                | Allemagne            | DNF             |      |
|                    | Monika Drybulska             | Pologne              | DNF             |      |
|                    | Ham Bong-sil                 | Corée du Nord        | DNF             |      |
|                    | Rakiya Maraoui-Quétier       | France               | DNF             |      |
|                    | Nasria Azaidj                | Algérie              | DNF             |      |
|                    | Márcia Narloch               | Brésil               | DNF             |      |
|                    | Marlene Fortunato            | Brésil               | DNF             |      |
|                    | Asha Gigi                    | Éthiopie             | DNF             |      |
|                    | Lidia Șimon                  | Roumanie             | DNF             |      |
|                    | Nadia Ejjafini               | Bahreïn              | DNF             |      |
|                    | Banuelia Mrashani            | Tanzanie             | DNF             |      |
|                    | Workenesh Tola               | Éthiopie             | DNF             |      |
|                    | Lale Öztürk                  | Turquie              | DNF             |      |
|                    | Irina Bogachova              | Kirghizistan         | DNF             |      |

## Légende
Records et Performances
- AR : Record continental (area record)
- CR : Record des championnats (championship record)
- MR : Record du meeting (meet record)
- NR : Record national (national record)
- OR : Record olympique (olympic record)
- PR : Record paralympique (paralympic record)
- PB : Record personnel (personal best)
- SB : Meilleure performance personnelle de la saison (season's best)
- WL : Meilleure performance mondiale de l'année (world leader)
- WJR : Record du monde junior (world junior record)
- WR : Record du monde (world record)

Circonstances et Conditions
- DNF : N'a pas terminé (did not finish)
- DNS : N'a pas pris le départ (did not start)
- DQ : Disqualification (disqualification)
- NM : Aucun essai valable enregistré (No Mark)
- Q : Qualifié « directement » au prochain tour (ou à la prochaine compétition), lors d'une compétition majeure, grâce au classement ou à la réalisation des minima (automatic qualifier)
- q : Qualifié au prochain tour (ou à la prochaine compétition), lors d'une compétition majeure, grâce au repêchage ou à la réalisation de l'une des meilleures performances parmi celles des « non qualifiés directement » (grâce au meilleur temps ou à la meilleure distance par exemple) (secondary qualifier)